# Top Famille Magazine
Top Famille Magazine était un périodique mensuel français, qui a paru de 2000 à 2007. Il s'adressait plus spécialement aux femmes de 25 à 45 ans ayant un ou plusieurs enfants jusqu'à seize ans. Il était la propriété de la société Publifa, que se partageaient à parts égales le groupe La Vie-Le Monde et le groupe Hachette Filipacchi Médias (HFM). Le premier assurait la responsabilité opérationnelle du titre.

## Histoire
Top Famille Magazine résulte de la fusion en mars 2000 de deux mensuels jusqu'alors concurrents : d'une part, Famille Magazine (groupe PVC), dont l'ancêtre du mensuel était Clair foyer, diffusé alors à 196 000 exemplaires, et d'autre part Top Famille (HFM), dont la diffusion était de 133 000 exemplaires.
Publifa a mis fin à l'exploitation de Top Famille Magazine par décision de son conseil d'administration le 16 février 2007. Pour les salariés, les actionnaires « ont privilégié la rentabilité à court terme plutôt que la pertinence éditoriale du titre ».

## Ligne éditoriale
- « Nous nous adressons à des femmes à la fois mères et chefs de famille, éduquées, actives, exigeantes et autonomes », Véronique Faujour, éditrice du magazine dans Stratégies (mars 2003).
- « La nouvelle formule de Top Famille Magazine privilégie la connivence d'une très grande proximité avec les parents », Véronique Faujour dans La Lettre d'Interdéco (n°38, mai 2003).

## Rédaction
La directrice de la rédaction était Ghislaine Grimaldi. La rédaction employait 17 journalistes permanents et une vingtaine de pigistes.
La rédaction était située 129, boulevard Malesherbes à Paris.

## Diffusion
Le magazine paraissait onze fois dans l'année (numéro double en été) sur deux formats, l'un traditionnel 215 x 280 mm, vendu 2,20 € (140 pages environ), l'autre plus petit 175 x 230 mm, vendu 1,50 €. Il revendiquait une audience de 1,5 million de personnes, dont 79 % de femmes et 21 % d'hommes (étude 2005 de l'Association pour la promotion de la presse magazine). Il disposait d'un portefeuille stable de 138 000 abonnés.
Top Famille Magazine a engrangé 5,8 millions d'euros de revenus publicitaires en 2000 et 3 millions en 2005.
| Années    | 2002    | 2003    | 2004    | 2005    | 2006    |
| --------- | ------- | ------- | ------- | ------- | ------- |
| Tirage    | 294 538 | 287 104 | 274 438 | 265 691 |         |
| Diffusion | 254 480 | 258 646 | 237 016 | 232 658 | 223 822 |

Source : OJD